# Bruchstücke
Bruchstücke (с нем. — «Осколки») — сборник редких песен немецкой фолк-метал группы In Extremo. В свободной продаже не выходил, был выпущен только в качестве приложения к журналу Metal Hammer за сентябрь-октябрь 2013.

## История создания
Сборник Bruchstücke является редким коллекционным CD, поскольку вышел только в качестве приложения к журналу Metal Hammer, известному своим многолетним сотрудничеством с группой In Extremo. Таким образом группа решила, во-первых, создать дополнительную рекламу для готовящегося к выходу альбома Kunstraub, и, кроме того, представить публике ряд нереализованных песен, демозаписей, ремиксов и т. д. Открывающая песня, «I Disappear», является кавер-версией одноименной песни группы Metallica, она была записана в 2005 году для сборника «A Tribute to Metallica». «Zigeunerskat» в представленном варианте имеет совсем другой вариант текста — на латинском языке. Также имеются ремикс от Оливера Пинелли на «Frei zu sein», две песни, исполненные на репетиции с новым ударником Шпеки в 2010 году («Rasend Herz» и «En esta noche»), демо-версия песни «Viva la vida», две новые песни — «Sa Roma» (текст цыганской народной песни «Эдерлези» и музыка из «Wolkenmeer») и «Uns verbrennt die Nacht» (демо-версия песни «Himmel und Hölle» с готовящегося альбома). В сборник также были включены демо-версии песни «Kein Sturm hält uns auf» и заглавной песни нового альбома, «Kunstraub». Кроме того, в буклете диска было напечатано расписание готовящегося тура в поддержку альбома Kunstraub.

## Композиции
| №   | Название                                                         | Длительность |
| --- | ---------------------------------------------------------------- | ------------ |
| 1.  | «I disappear (Metallica Cover)»                                  | 4:14         |
| 2.  | «Zigeunerskat (Lateinische version)»                             | 4:33         |
| 3.  | «Frei zu sein (Pinelli-Remix)»                                   | 4:05         |
| 4.  | «Viva la Vida (demo)»                                            | 1:54         |
| 5.  | «Sa Roma (Unveröffentlicht)»                                     | 3:15         |
| 6.  | «Uns Verbrennt Die Nacht (Unveröffentlicht)»                     | 2:58         |
| 7.  | «En Esta Noche (Proberaum 1. Probe Mit Neuem Drummer Specki)»    | 4:01         |
| 8.  | «Mein Rasend Herz (Proberaum 1. Probe Mit Neuem Drummer Specki)» | 4:05         |
| 9.  | «Kein Sturm hält uns auf (Demo)»                                 | 3:16         |
| 10. | «Kunstraub (Demo)»                                               | 3:21         |

## Состав записи
- Михаэль Райн — вокал, цистра
- Dr. Pymonte — волынка, шалмей, арфа, флейта
- Yellow Pfeiffer — волынка, шалмей, флейта, никельхарпа
- Flex der Biegsame — волынка, шалмей, ирландская волынка, колёсная лира
- Van Lange — гитара
- Kay Lutter — бас-гитара
- Specki T.D. — ударные